# Международная программа химической безопасности
Междунаро́дная програ́мма хими́ческой безопа́сности (МПХБ) (англ. International Programme on Chemical Safety, IPCS) — международная организация, созданная в 1980 году по инициативе трёх международных организаций: Всемирной организации здравоохранения (ВОЗ), Международной организации труда (МОТ) и Программы Организации Объединённых Наций по окружающей среде (ЮНЕП) с целью обеспечения международной химической безопасности.
ВОЗ является исполнительным органом МПХБ, в задачи которого входит создание научной базы для безопасного использования химических материалов, а также усовершенствование технических средств обеспечения химической безопасности государств-участников. МПХБ в своих действиях исходит из того, что проведение любых мероприятий, связанных с химическими веществами, должно осуществляться таким образом, чтобы была обеспечена максимальная безопасность как для здоровья людей, так и для окружающей среды.
Сфера деятельности МПХБ распространяется на все химические вещества, которые потенциально могут представлять опасность, вне зависимости от того, являются они естественного или искусственного происхождения. Сфера деятельности МПХБ распространяется также и на все стадии существования химических веществ: это и естественное присутствие потенциально опасных веществ в природе, и стадия извлечения этого вещества, а также процессы синтеза вещества, промышленного производства, транспортировки, использования и утилизации.